# Omer (Vorname)
Omer (hebräisch עוֹמֶר ʿōmær) ist ein männlicher und weiblicher Vorname.

## Herkunft und Bedeutung
Der Name Omer leitet sich von der hebräischen Vokabel עֹמֶר ʿōmær ab und bedeutet „Weizengarbe“, „Ährenhaufen“.

## Verbreitung
In Israel zählt der Name Omer zu den beliebtesten Vornamen. Er wird dabei an beide Geschlechter gleichermaßen vergeben. Im Jahr 2019 belegte er Rang 22 der beliebtesten Jungennamen und Rang 34 der beliebtesten Mädchennamen.

## Namensträger
- Omer Adam (* 1993), US-amerikanisch-israelischer Sänger
- Omer Avital (* 1971), aus Israel stammender, in den Vereinigten Staaten lebender Jazz-Bassist, Bandleader und Komponist
- Omer Bar-Lev (* 1953), israelischer Politiker
- Omer Bartov (* 1954), israelischer Neuzeithistoriker
- Omer Beaugendre (1883–1954), französischer Radrennfahrer
- Omer Beriziky (* 1950), madagassischer Hochschullehrer und Politiker
- Omer Bhatti (* 1983), norwegischer Rapper, Hip-Hop Künstler und Tänzer sowie Model
- Omer Damari (* 1989), israelischer Fußballspieler
- Omer Dzemali (* 1970), mazedonischer Herzchirurg
- Omer Fast (* 1972), israelischer Videokünstler und Filmregisseur
- Omer Hanin (* 1998), israelischer Fußballspieler
- Omer Ihsas (* 1958), sudanesischer Sänger und Komponist
- Omer Jodogne (1908–1996), belgischer Romanist und Mediävist
- Omer Kajmaković, jugoslawischer Politiker und Diplomat
- Omer Khalifa (* 1956), sudanesischer Leichtathlet
- Omer Madison Kem (1855–1942), US-amerikanischer Politiker
- Omer Klein (* 1982), israelischer Jazzpianist und Komponist
- Omer Létourneau (1891–1983), kanadischer Organist und Pianist, Komponist, Musikverleger
- Omer Letorey (1873–1938), französischer Komponist
- Omer Nishani (1887–1954), albanischer Politiker
- Omer Reingold (* um 1973), israelischer Informatiker
- Omer Alfred Robidoux (1913–1986), kanadischer Ordensgeistlicher und römisch-katholischer Bischof
- Omer Said Ali (* 1945), Politiker in der Autonomen Region Kurdistan
- Omer Simeon (1902–1959), US-amerikanischer Klarinettist und Saxophonist
- Omer Tarin (* 1967), pakistanischer Dichter und Schriftsteller
- Omer Tal (* 1992), rumänisch-israelischer Basketballspieler
- Omer Taverne (1904–1981), belgischer Radrennfahrer
- Omer Vanaudenhove (1913–1994), belgischer Unternehmer und Politiker
- Omer Vered (* 1990), israelischer Fußballspieler
- Omer Verschoore (1888–1931), belgischer Radrennfahrer
- Omer Meir Wellber (* 1981), israelischer Dirigent

## Namensträgerinnen
- Omer Goldman (* 1989), israelische Aktivistin und Schauspielerin
- Omer Nudelman (* 1997), israelische Schauspielerin und Model
- Omer Shapira (* 1994), israelische Radrennfahrerin